# 溪湖 (大字)
溪湖，是臺灣彰化縣溪湖鎮的一個地名，也是全鎮商業中心所在地，位於該鎮中部偏北。相較於今日行政區，其範圍大致包括太平里、光平里、平和里、光華里。

## 歷史
台灣清治末期至日治初期，溪湖地區為一街庄，稱為「溪湖庄」，隸屬於二林上堡。該庄北與頂藔庄為鄰，東與四塊厝庄為鄰，南邊及西南邊為汴頭庄，西邊為大突庄。
1901年（日治明治三十四年）11月，全台廢縣廳改設二十廳，該庄隸屬於彰化廳。1903年（明治三十六年）6月，該庄編入「溪湖區」，隸屬於彰化廳。1909年（明治四十二年）10月，合併二十廳為十二廳，溪湖區改隸屬於臺中廳。1920年（大正九年），廢廳、支廳、區、街庄（舊制）改設州、郡、街庄（新制）、大字，該庄改制為「溪湖」大字，隸屬於臺中州員林郡溪湖庄。1938年，溪湖庄升格為溪湖街。
戰後溪湖街改制為溪湖鎮，隸屬於臺中縣，大字亦改制為里。1950年10月，中、彰、投分治，溪湖鎮改隸屬彰化縣。

## 聚落
本地區發展較早的聚落為溪湖，在日治期初期的官方地圖上已有記載。

## 交通
省道台19線（東環路）又稱「中央公路」，是彰化至台南永康的幹道，大致先以北北西—南南東走向經過本地區東北部，再以北北東—南南西走向經過本地區東南角。由該道路向北北西轉北可前往埔鹽、福興東南端、秀水、彰化等地，向南南西轉南再轉南南東再轉南南西可前往埤頭、竹塘、二崙、崙背等地。
縣道135號（員鹿路三段）是和美至溪湖的道路，其南側端點位於本地區南部的縣道148號路口。由此向北轉北北西出境後可前往埔鹽、福興、鹿港、和美等地。
縣道146號（大溪路二段）是溪湖至大村犁頭厝的道路，其西側端點位於本地區東北部的省道台19線路口。由此向東轉東北出境後轉東可前往埔心北部、大村並止於犁頭厝南側的縣道137號路口。
縣道148號（二溪路一段、員鹿路三段）是王功至草屯的道路，大致以西向東由本地區西部邊界南側入境，經西環路後轉東微南並出境一小段路再入境，經縣道135號終點路口後轉東南東以至出境。由該道路向西可前往二林北部、芳苑的王功等地，向東南東經省道台3線路口後轉轉東可前往國道1號員林交流道、埔心、員林、芬園、草屯等地。

## 學校
- 溪湖國小（東北半部）
- 湖北國小（東大半部）